# Torre de la Fonteta
La Torre de La Fonteta, llamada también la Torre o Torre de los Blanco, es un Bien de Interés Cultural, identificada con el código 12.02.003-007, pese a tener anotación ministerial número R-I-51-0010970 y fecha de anotación, 28 de enero de 2003. Se ubica en la calle San Pablo número 9 del municipio de Albocácer, en la comarca del Alto Maestrazgo de la provincia de Castellón;  a unos cincuenta metros de la muralla del castillo, al cual vigila y protege, así como los huertos adyacentes, a la entrada a la ciudad por el camino de Valencia.

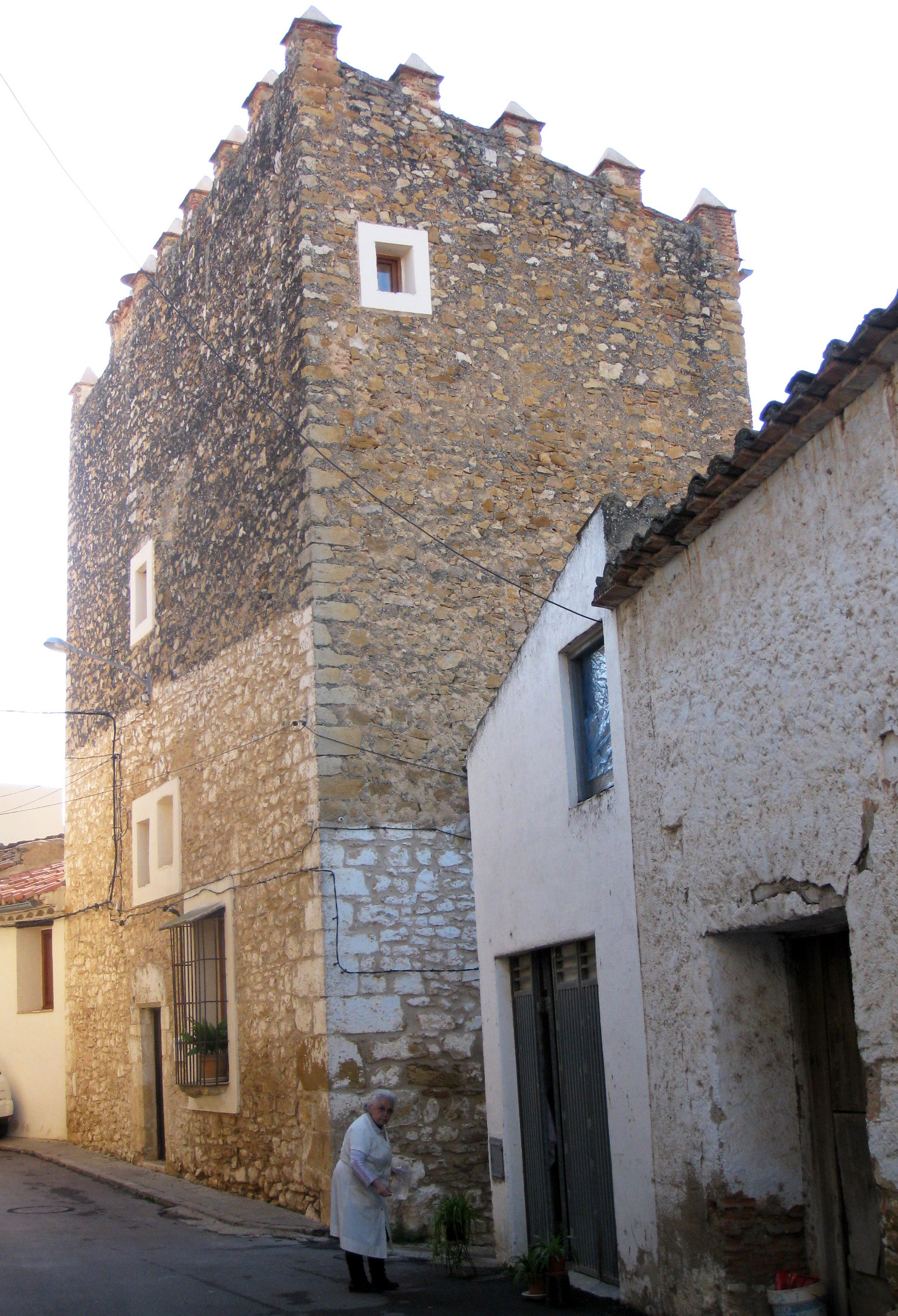

## Historia
Se considera que el nombre de Torre de la Fonteta se debe a situarse a unos doscientos metros de una fuente, que se encuentra en el camino antiguo de Valencia. Por su parte, el llamarla Torre de los Blanco tiene su origen a ser este el nombre de la última familia propietaria de la misma.
Con anterioridad, la torre perteneció a la familia Fuster, la cuya tuvo algunos miembros relevantes, como el Arzobispo de Sacer, Don Gaspar Fuster y Vidal; Don Manuel Fuster Membrado, escritor y residente en Valencia, que era a su vez, primo hermano del Arzobispo Don Gaspar y Don Ramón de Pedro y Fuster, Caballero Maestrante de Valencia y de la Flor de Lis de Francia, quien fue un conocido escritor y genealogista.
Pero Francisco Fuster vendió a los hermanos Alejandro, Antonio y Eusebio Segarra Miralles, la torre, la noria, "caseta" y tierra, por 800 libras, de las que 197 correspondían a la torre, en 1773.
Más tarde, la torre se encuentra entre los bienes gananciales de Don Josef Vicente Pascual Meliá Sentelles (1795-1869), militar y heredero del vínculo de los Meliá (familia que ha conservado la propiedad de la Torre); y su primera esposa María Montull Villalonga.

## Descripción
Se trata de una torre de planta cuadrada, aunque fue ampliada posteriormente lo que hizo que acabara teniendo planta rectangular.
La fábrica de los muros es de mampostería, pero tiene sillares en las esquinas. La cubierta es presenta una sola pendiente rodeada de pináculos a modo de merlones en tres de sus frentes, de modo que la fachada posterior queda formando el tejado un pequeño alero.
La entrada, que en la actualidad se realiza por una pequeña puerta, tiene una gran ventana a su lado izquierdo con verja de forja. Al tiempo, sobre la puerta hay dos pequeñas ventanas; existiendo además otras pequeñas ventanas en la torre.
Las ampliaciones quedan reflejadas en las diferentes alturas que se aprecian desde la fachada posterior, siendo la ampliación unos centímetros más baja que la estructura originaria. En la estructura primitiva se origina una galería que remata la fábrica, de estilo renacentista, que algunos autores, como Lampérez, consideran está dentro del más puro estilo de arcadas a la aragonesa, imitando la arraigada tradición de la arquitectura catalano-aragonesa de utilizar la coronación en galería a partir del siglo XVI, cosa que puede apreciarse en muchos monumentos de la ciudad de Valencia, como ahora el  Colegio del Patriarca, el Palacio de Valeriola, etc.